# DeJuan Blair
DeJuan Lamont Blair (* 22. April 1989 in Pittsburgh, Pennsylvania) ist ein US-amerikanischer Basketballspieler, der zuletzt in der NBA für die Washington Wizards spielte. Der 2,01 Meter große Blair spielt die Position des Power Forward.

## Karriere
Blair wuchs 600 Meter von der University of Pittsburgh auf und besuchte die nahegelegene Schenley High School. Er etablierte sich als einer der besten Highschool-Spieler der Stadt, indem er Schenley zu einer beeindruckenden Bilanz von 103 Siegen und 16 Niederlagen in der PIAA (Highschool-Liga von Pennsylvania) führte und die Mannschaft alle 57 Spiele gegen andere Pittsburgher Schulen gewann. Er wurde drei Mal zum „Pittsburgh City Player of the Year“ gewählt und spielte im College für die University of Pittsburgh. Dort etablierte sich Blair als zuverlässiger Punktesammler und starker Rebounder, der in 72 College-Spielen 35 Double-Doubles erzielte und 41 Mal zehn oder mehr Rebounds griff. Nach seiner Wahl zum „Big East Co-Player of the Year“ (mit Hasheem Thabeet) 2008/09 meldete er sich für die NBA-Draft 2009 an.
Anfangs wurde Blair als Top-10-Pick gehandelt, das Interesse wurde aber durch eine Hiobsbotschaft gedämpft: Bei Routineuntersuchungen stellte sich heraus, dass Blair aufgrund einer Knieverletzung in der Highschool keine hinteren Kreuzbänder im Knie mehr besaß. Daher galt er trotz guter Referenzen (Big East Co-Player of the Year) als verletzungsanfällig und wurde erst an 37. Stelle von den San Antonio Spurs ausgewählt. (Ein weiterer Grund dafür war seine für seine Position verhältnismäßig geringe Körpergröße.)
Dort lebte sich Blair aber gut ein. Er etablierte sich als guter Back-up von Spurs-Center Tim Duncan, spielte im Durchschnitt 16 Minuten pro Spiel und erreichte in einem Spiel gegen die Oklahoma City Thunder eine Bestleistung von 28 Punkten und 21 Rebounds.
Nach einem Jahr bei den Dallas Mavericks, wechselte er im Sommer 2014 zu den Washington Wizards.

## Privatleben
Blair ist Sohn von Shari und Greg Blair, die selbst auf College-Niveau Basketball spielten. Auch sein Bruder Greg spielte für die Schenley High School.
Blair hat keine hinteren Kreuzbänder mehr im Knie. Er hatte sich in der Highschool einen doppelten Kreuzbandriss zugezogen, und trotz fachgerechter Operation wuchsen die Bänder nicht nach, sondern wurden wahrscheinlich vom Körper absorbiert, so dass sein Knie Belastungen quasi nur noch aus der Muskulatur heraus dämpft. Dies führt in der Theorie zu höherer Anfälligkeit für Überdrehungen und Verschleiß, was sich aber bisher nicht bestätigt hat.